# Marie Miková
Marie Miková (9. ledna 1920 – 25. srpna 2018) byla česká a československá politička Komunistické strany Československa a poúnorová poslankyně Národního shromáždění ČSSR, Sněmovny lidu Federálního shromáždění a České národní rady. Jedna z hlavních představitelek reformního proudu KSČ v roce 1968 a výrazná odpůrkyně nastupující normalizace. Po roce 1969 politicky pronásledována.

## Biografie
Pochází z hornické rodiny z deseti dětí. Otec František Kotala pracoval na šachtě Šalamoun v Ostravě. Zemřel krátce po jejím narození. Matka s dětmi pak bydlela v Čavisově u Opavy a pracovala jako zemědělská dělnice. Marie Miková začala pracovat ve věku 13 let, třebaže jí jako nejlepší žákyni učitel doporučoval na mešťanskou školu. Nastoupila jako zemědělská pomocnice a pak jako služka u obchodníka Wiltše v Porubě. Tam se seznámila s Oldřichem Mikou, za kterého se v říjnu 1939 provdala. Během druhé světové války se jim narodili synové, Jaromír a Oldřich.
Pocházela ze sociálně demokratického prostředí a podle jejích vlastních vzpomínek se ke vstupu do KSČ nechala přesvědčit svým manželem. Po osvobození totiž manžel zapojil Marii Mikovou do aktivit KSČ. Stala se předsedkyní ženské organizace v obci a veřejně se angažovala. Pak se stala vedoucí tajemnicí Okresního výboru KSČ v Hlučíně, jako jediná žena na postu nejvyššího okresního představitele KSČ v republice. Absolvovala stranická školení a půlroční kurz Vysoké stranické školy. V roce 1963 přivítala na Ostravsku sovětskou kosmonautku Valentinu Těreškovovou a přednesla na její počest projev, který vyvolal dojetí a poukázal na její mimořádné řečnické schopnosti. Její politická kariéra se naplno rozvinula během 60. let 20. století v období, kdy v rámci vlády Antonína Novotného soupeřila reformní a konzervativní křídla strany. Sám Novotný jí vyčetl „skepsi a pochybovačnost“. Na prosincovém plénu Ústředního výboru KSČ v roce 1965 totiž vystoupila s kritickým projevem („My členové ÚV máme málo informací, neumíme vysvětlit lidem dole, proč nejsou zásobované obchody, proč se stojí fronty na toaletní papír, proč se neřeší bytové problémy. Lidé jsou nespokojeni. Slibovalo se, že splníme pětiletku za čtyři roky a nesplnili jsme ji ani za pět roků. Předkládáme materiál na další sjezd a o nesplněné pětiletce ani slovo.“).
Ve volbách roku 1964 byla zvolena za KSČ do Národního shromáždění ČSSR za Severomoravský kraj. Od dubna 1968 působila jako místopředsedkyně parlamentu. V Národním shromáždění zasedala až do konce volebního období parlamentu v roce 1968.
K roku 1968 se profesně zmiňuje coby místopředsedkyně Národního shromáždění z obvodu Hlučín. XII. sjezd KSČ ji zvolil za kandidátku Ústředního výboru Komunistické strany Československa. XIII. sjezd KSČ ji ve funkci kandidátky potvrdil. Členkou ÚV KSČ se stala převodem k 31. srpnu 1968.
27. srpna 1968 vystoupila Miková v Národním shromáždění s kritickým projevem, v němž reagovala na návrat unesených československých politiků z moskevských jednání, na nichž souhlasili s „dočasným pobytem vojsk“ (moskevský protokol). Prohlásila: „Nechci být proti s. Svobodovi, Dubčekovi, Smrkovskému a těm lidem, umím se vžít do jejich situace, kterou měli nesmírně těžkou, nepochybuji o tom, že udělali všechno, co udělat mohli za stávajících podmínek, jinak by to ještě nebylo ukončeno. K nějakým závěrům tam museli dojít, ale dnes je na nás, také na orgánech NS, abychom řekli – my vám věříme, víme, že jste nemohli jít dále, ale my na takové podmínky opravdu nemůžeme přistoupit. Já si myslím, že by to byla zrada z naší strany. Těm soudruhům to nevytýkám, protože vím, za jakých podmínek rozhodovali.“ Před sídlem parlamentu se zároveň srocovaly davy a skandovaly: „Chceme slyšet pravdu!“ Marie Miková pak dav oslovila z okna Národního shromáždění a řekla: „Slibuji vám, jako svým dětem, že neudělám nic, za co bych se jim musela stydět podívat do očí. Věřte mi, že já budu dělat politiku jen tak dlouho, dokud budu moci říkat pravdu!“.
Po federalizaci Československa usedla roku 1969 do Sněmovny lidu Federálního shromáždění (volební obvod Hlučín), kde setrvala do prosince 1969, kdy rezignovala na svůj post. Ve stejném období zasedala i v České národní radě.
Během zasedání ÚV KSČ 26. září 1969 byla postavena před nutnost vyjádřit se ke svým postojům z doby pražského jara a po invazi vojsk Varšavské smlouvy do Československa. Své názory neodvolala a pronesla projev na obhajobu ideálů roku 1968, který uzavřela slovy: „Mám zdravé ruce a půjdu pracovat kamkoliv. Odkud jsem vyšla, tam se vrátím!“. O slovo se přihlásil Gustáv Husák a vyzval podobně smýšlející členy ÚV KSČ, aby odstoupili z funkcí. Z ÚV KSČ byla Miková vyloučena ještě téhož dne 26. září 1969. Husák jí řekl: „Vezmi si své věci a opusť sál!“.
Vrátila se na Ostravsko. Celá její rodina pak čelila pronásledování. Manžel byl vyloučen z KSČ, syn Jaromír přišel o práci a nastoupil jako dělník. Marie Miková nastoupila za 900 Kčs měsíčně jako dělnice do Martinovské mlékárny. Zde utrpěla těžký pracovní úraz, poranila si hlavu, rameno a tvář měla potřísněnou od kyseliny sírové. V 80. letech 20. století se náhodně dostala do kontaktu s křesťanskými aktivisty (nejdřív Svědkové Jehovovi, později Křesťanské sbory). V té době oba její synové i manžel zemřeli v rozmezí několika měsíců. Navštěvovala pak pravidelně Křesťanský sbor v Bohumíně, kam se přestěhovala z Ostravy za dcerou, u níž bydlela. Později se přestěhovala do domova seniorů v Ostravě - Porubě.[zdroj?]